# Maximilian von Gagern

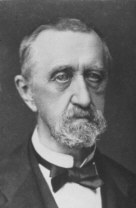
Maximilian von Gagern

Maximilian Joseph Ludwig Freiherr von Gagern (ur. 25 marca 1810 w Weilburgu, zm. 17 października 1889 w Wiedniu) – polityk i dyplomata niemiecki, a następnie austriacki.

## Życiorys
Przez wiele lat w służbie księstwa Nassau. Od 1848 r. wspierał zjednoczenie Niemiec pod przewodnictwem Prus. Zasiadał w parlamencie frankfurckim i erfurckim. W latach 1855–1874 w służbie cywilnej austriackiej. W 1881 r. został członkiem Izby Panów.
Syn ministra stanu księstwa Nassau Hansa Christopha Ernsta von Gagerna, brat Heinricha i Friedricha. W 1843 r. przeszedł na katolicyzm.